# Brachyrhopala semifilata
Brachyrhopala semifilata là một loài ruồi trong họ Asilidae. Brachyrhopala semifilata được Walker miêu tả năm 1861.